# Żelkowo (gromada)
Żelkowo – dawna gromada, czyli najmniejsza jednostka podziału terytorialnego Polskiej Rzeczypospolitej Ludowej w latach 1954–1972.
Gromady, z gromadzkimi radami narodowymi (GRN) jako organami władzy najniższego stopnia na wsi, funkcjonowały od reformy reorganizującej administrację wiejską przeprowadzonej jesienią 1954 do momentu ich zniesienia z dniem 1 stycznia 1973, tym samym wypierając organizację gminną w latach 1954–1972.
Gromadę Żelkowo z siedzibą GRN w Żelkowie utworzono – jako jedną z 8759 gromad na obszarze Polski – w powiecie słupskim w woj. koszalińskim na mocy uchwały nr 43/54 WRN w Koszalinie z dnia 5 października 1954. W skład jednostki weszły obszary dotychczasowych gromad Choćmirówko Nowe i Zgojewo ze zniesionej gminy Damnica, obszar dotychczasowej gromady Żelkowo ze zniesionej gminy Gardna Wielka oraz obszar dotychczasowej gromady Żoruchowo ze zniesionej gminy Lubuczewo w tymże powiecie. Dla gromady ustalono 9 członków gromadzkiej rady narodowej.
1 stycznia 1958 do gromady Żelkowo włączono wieś Witkowo ze zniesionej gromady Siecie w tymże powiecie.
31 grudnia 1959 z gromady Żelkowo wyłączono: a) wieś Żaruchowo, włączając ją do gromady Wrzeście oraz b) wieś Witkowo, włączając ją do gromady Smołdzino – w tymże powiecie, po czym gromadę Żelkowo zniesiono, a jej (pozostały) obszar włączono do gromady Gardna Wielka tamże.